# Samodzierżawie
Samodzierżawie (ros. самодержавие, samodierżawije lub единодержавие, jedinodierżawije; tł. bezpośrednie: samowładztwo, jedynowładztwo) – termin określający rządy carów rosyjskich, wprowadzony w Rosji równolegle z tytułem carskim w drugiej połowie XV wieku, po zawarciu małżeństwa wielkiego księcia moskiewskiego z bratanicą ostatniego cesarza bizantyjskiego i zarazem ostatnią dziedziczką bizantyjskiego tronu Zofią Paleolog w 1472 roku. Pojęcie samodzierżawia wiązało się z oswobodzeniem Rusi spod panowania tatarskiego w 1480 roku i oznaczało pierwotnie suwerenność rządów carskich od chanów tatarskich, ewentualnie pozostałych monarchów. Współcześnie termin stosowany przede wszystkim do określenia rządów absolutnych Romanowów w Imperium Rosyjskim od XVII do początków XX wieku.

## Znaczenie pojęcia
1) Termin samodzierżawie został wprowadzony razem z tytułem carskim w czasie panowania cara Iwana III Srogiego i początkowo miał oznaczać suwerenność rządów cara rosyjskiego, czyli niezależność głowy ruskiego państwa od chanów Złotej Ordy i ewentualnie pozostałych monarchów. Od XIII wieku do 1480 roku Ruś pozostawała zależna od Złotej Ordy tatarskiej w ramach systemu feudalnego zwanego „igiem”. Władza wielkich książąt ruskich nie była suwerenna i podlegała przynajmniej nominalnie chanowi tatarskiemu. Wprowadzenie zarówno tytułu carskiego jak i terminu jedynowładcy miało zatem oznaczać, że władza w Rosji należy od tej pory jedynie do suwerennego cara rosyjskiego.
2) Pojęcie samodzierżawia w sensie monarchii absolutnej pojawiło się znacznie później, dopiero w XVIII wieku. Ideowym prekursorem definicji absolutyzmu carskiego był car Piotr I Wielki. Utożsamiał on interes państwa z interesem władcy. W 1797 roku car Paweł I pisał w artykule pierwszym „Ustawy o rodzinie carskiej”: „Imperator wszechrosyjski jest monarchą samowładnym i nieograniczonym. Posłuszeństwo należne Jego władzy najwyższej, nie tylko z bojaźni, ale i wobec sumienia, sam Bóg nakazuje”.

## Historia samodzierżawia
Źródeł rosyjskiego absolutyzmu można się dopatrywać w średniowiecznej doktrynie religijno-politycznej i prawnej feudalnej Rusi, bizantyjskich prawosławnych naukach o charakterze władzy ziemskiej i cesarzu jako pośredniku między Bogiem i chrześcijańską społecznością. Chrześcijańska doktryna władzy pochodzącej od Boga i pośredniczenia między Bogiem a poddanymi nie różniła jednak monarchy rosyjskiego od większości pozostałych monarchów Europy. Pierwotnie doktryna ta była stosowana przez cesarzy bizantyjskich i zaczerpnięta bezpośrednio z Nowego Testamentu, konkretnie Listu do Rzymian apostoła Pawła, zgodnie z którym każda władza państwowa pochodzi od Boga a sprzeciw wobec władcy stanowi grzech wobec woli bożej:

Każdy niech będzie poddany władzom, sprawującym rządy nad innymi. Nie ma bowiem władzy, która by nie pochodziła od Boga, a te, które są, zostały ustanowione przez Boga. Kto więc przeciwstawia się władzy - przeciwstawia się porządkowi Bożemu. Ci zaś, którzy się przeciwstawili, ściągną na siebie wyrok potępienia. Albowiem rządzący nie są postrachem dla uczynku dobrego, ale dla złego. A chcesz nie bać się władzy? Czyń dobrze, a otrzymasz od niej pochwałę. Jest ona bowiem dla ciebie narzędziem Boga, ku dobremu. Jeżeli jednak czynisz źle, lękaj się, bo nie na próżno nosi miecz. Jest bowiem narzędziem Boga do wymierzenia sprawiedliwej kary temu, który czyni źle. Należy więc jej się poddać nie tylko ze względu na karę, ale ze względu na sumienie.

Koncepcja monarchów - „namiestników Chrystusa na ziemi” z „łaski” lub „woli Bożej” (łaciński: Dei Gratia) została rozpowszechniona w średniowiecznej Europie Zachodniej w okresie panowania Karolingów. W okresie późniejszym w ten sposób swoją władzę legitymował m.in. cesarz rzymski narodu niemieckiego i papież jako głowa Państwa Kościelnego (który otrzymuje władzę od Ducha Świętego). W nowożytnej Europie Zachodniej doktryna była stosowana np. przez Ludwika XIV, Fryderyka Wilhelma IV i dom Habsburgów. W XIX wieku bezpośrednio do tradycji bizantyjskich odwoływali się królowie Bawarii Ludwik I i Ludwik II Wittelsbach. Doktryna pochodzenia władzy od Boga jest do dziś przytaczana w ceremoniach dworów królewskich: Wielkiej Brytanii, Holandii, Danii i innych krajów.
Koncepcja pochodzenia władzy od Boga jest obecna również w tradycjach azjatyckich, np. w islamie i kulturze chińskiej.
Po upadku Bizancjum w 1453 roku i zawarciu małżeństwa wielkiego księcia moskiewskiego Iwana III z Zoe Paleolog, bratanicą ostatniego cesarza bizantyńskiego Konstantyna XI w 1472 roku, doszło do przyjęcia bizantyńskiego ceremoniału dworskiego w Rosji, tytułu cara i samodzierżcy oraz uznaniu dwugłowego orła bizantyjskiego jako symbolu państwa rosyjskiego. W 1478 roku Iwan III Srogi jako pierwszy władca posłużył się tytułem „cara całej Rusi”, a w 1480 roku oswobodził Ruś spod panowania tatarskiego i stał się tym samym jedynym suwerennym władcą ruskim. Władza carów rosyjskich w XV i XVI wieku była jednak ograniczona przez przywileje bojarskie, sudiebniki, Dumę bojarską i Sobór Ziemski, a w kwestiach cerkiewnych dodatkowo przez patriarchę i Święty Sobór. Rządy Iwana Groźnego, który w 1547 roku koronował się na cara, doprowadziły do złamania opozycji bojarskiej na Rusi i umożliwiły w okresie późniejszym wprowadzenie władzy absolutnej.
Absolutyzm w Rosji ze względu na początkowo silną pozycję bojarów (szlachty rosyjskiej) względem monarchy został wprowadzany stopniowo. W 1550 roku pod naciskiem Iwana IV Groźnego wydano nowy Sudiebnik. Zmiany polegały na wyjęciu spod jurysdykcji urzędników dzieci bojarskich, stanowiących podporę władzy carskiej. Potomkowie bojarów rosyjskich mieli odtąd podlegać jedynie carowi, który sprawował nad nimi władzę sądowniczą. W Ułożeniu soborowym z 1649 roku, car został po raz pierwszy w kodeksie prawnym określony jako „samodzierżca”, a szlachta została upoważniona do sprawowania niemal absolutnej władzy nad swoimi poddanymi. W 1682 roku car Fiodor III zlikwidował miestniczestwo, co ostatecznie doprowadziło do osłabienia pozycji szlachty względem władcy i ustanowienia absolutyzmu carskiego w kwestiach państwowych. Absolutyzm został utrwalony w okresie panowania Piotra Wielkiego. W latach 1718–1722 wprowadzono scentralizowany system administracji państwowej. Zreformowano Cerkiew, patriarchów zastąpił Świątobliwy Synod Rządzący, tj. kontrolowany przez państwo, kolegialny organ władzy na czele z carem. Reformy te zapewniły monarsze decydujący głos również w kwestiach cerkiewnych. Poprzez wprowadzenie tzw. czynu, tj. 14-stopniowej tabeli rang urzędniczych, hierarchię społeczną oparto na pozycji w służbie państwowej.
Absolutyzm osiągnął apogeum w okresie rządów Katarzyny II (tzw. absolutyzm oświecony na wzór nowożytno-europejski), po czym nastąpił jego stopniowy regres. W 1785 roku caryca wydaje Gramotę szlachecką, ustanawiającą prawa i przywileje dla szlachty. W tym samym roku wydaje również Gramotę miejską, oficjalnie ustanawiając stan mieszczański i kupiecki z własnym samorządzem miejskim. W 1810 roku car Aleksander I powołuje Radę Państwa - najwyższy organ ustawodawczy w Imperium Rosyjskim oraz najwyższy organ doradczy carów rosyjskich. Aleksander II (panujący w latach 1855–1881) przeprowadził w 1861 r. uwłaszczenie chłopów, wprowadził niezależny system sądowniczy, samorząd terytorialny (ziemski) i walnie przyczynił się do rozwoju samorządu miejskiego. Po śmierci cara w zamachu bombowym jego syn Aleksander III wycofał większość reform ojca, powracając do rządów twardej ręki.
Samodzierżawie zostało ograniczone w czasie rewolucji 1905-1907. Wydany przez cesarza Mikołaja II pod wpływem strajku powszechnego manifest październikowy 17 października?/30 października 1905 zapowiadał zaprowadzenie praw obywatelskich – prawa do zgromadzeń, wolności słowa, wolności prasy, prawa do zrzeszania się. Powołano również organ przedstawicielski (Dumę) o uprawnieniach ustawodawczych.
Obalenie samodzierżawia przyniosła w roku 1917 rewolucja lutowa w Rosji, w której wyniku ostatni car, Mikołaj II abdykował 2 marca?/15 marca 1917 w imieniu swoim i następcy tronu carewicza Aleksego, zaś wyznaczony na następcę tronu wielki książę Michał Aleksandrowicz nie przyjął korony carskiej.

## Koncepcje samodzierżawia

### HasłoSiergieja Uwarowa
W XIX wieku często powtarzana była formuła hrabiego Siergieja Uwarowa „prawosławie - samodzierżawie - ludowość (narodnost')” (православие, самодержавие, народность), syntetyzująca ideę harmonii władzy carskiej, cerkwi oraz ludu rosyjskiego. Tytuł samodzierżcy Wszechrosji przejęli cesarze rosyjscy (Император и Самодержец Всероссийский).

### KoncepcjaMichaiła Katkowa
Michaił Katkow, redaktor „Moskiewskich Wiadomości”, reprezentował tzw. nurt państwowy samowładztwa, przeciwny wszelkiej liberalizacji w stosunkach społeczno-politycznych. Według Katkowa, car w swojej osobie reprezentuje jedność i siłę państwa rosyjskiego; pojęcie „car” jest tożsame nie tylko z pojęciem „władza najwyższa”, ale również z takimi pojęciami jak „Rosja” i „państwo”. Katkow wpłynął m.in. na cesarza Aleksandra III.

### KoncepcjaKonstantina Aksakowa
Konstanty Aksakow, tzw. publicysta słowianofilski, reprezentował tzw. nurt ludowy samowładztwa. Pragnął on przez podkreślenie uczciwości i moralności osoby cara „uczłowieczyć” go i przez to przybliżyć władcę do ludu. Widział cara jako osobę z żywą duszą, rosyjskim sercem i chrześcijańskim sumieniem, którego - z jednej strony - poddani muszą kochać, a który - z drugiej strony - musi kochać swój wierny lud. Uważał on, że car stojąc samowładnie na czele państwa winien dać swym poddanym prawo decydowania o sobie na poziomie lokalnym, samorządowym.

### KoncepcjaFiodora Dostojewskiego
Znaczący wpływ na władzę i społeczeństwo pod względem mentalnym na przełomie XIX i XX wieku miał Fiodor Dostojewski, który był nie tylko teoretykiem absolutyzmu, ale piewcą władzy carskiej. Uważał, że car jest wielką i świętą instytucją, która koncentruje w sobie całą siłę narodu rosyjskiego, był wielkim przeciwnikiem dążeń republikańskich. Mając przekonania ludowe, nacjonalistyczne, religijne i monarchistyczne nawiązał do ww. formuły Uwarowa, uważał, że religia jednoczy naród rosyjski, i głosił potrzebę stworzenia „rodzaju kalifatu ludu rosyjskiego, do teokracji cesarskiej, sprawowanej w imię wierzeń religijnych ludu rosyjskiego”.

### KoncepcjaPiotra Siemionowa
W latach 1904–1905 opracowaniem nowej teorii absolutyzmu rosyjskiego zajął się na polecenie cara senator Piotr Siemionow. W opracowaniu pt. '„Samowładztwo jako ustrój państwowy” zaprezentował ustrojową polemikę ukazującą wyższość absolutyzmu nad innymi ustrojami, udowadniając, że władza carska będąc nieograniczona nie jest despotyzmem. Podstawowym argumentem był fakt, że despotyzm nie rodzi prawa, a w monarchii rosyjskiej car od wieków ustanawiał prawa, których był zobowiązany przestrzegać i chronić je dotąd, dopóki ich nie odwoła lub nie zmieni w tym samym porządku prawotwórczym. Wynikało z tego, że monarchia rosyjska jest praworządna, natomiast zniesienie samowładztwa będzie właśnie zamachem na uświęcony i przez tradycję potwierdzony porządek prawny władzy rosyjskiej.
Siemionow zauważył też: „Samowładztwo jest ograniczone wobec siebie samego, nieograniczone jest natomiast w stosunku do ustanowionych przez siebie praw, albowiem można je zmieniać i kasować, choć także tylko w drodze stanowienia osobnych aktów prawnych”.

### KoncepcjaStanisława Mackiewicza
Stanisław Cat-Mackiewicz uważał, że społeczeństwo w Rosji przez całe wieki utożsamiało się z monarchią samowładną: "Rosyjskość - pisze Cat - związana jest z silną, najsilniejszą, jedną i niepodzielną władzą państwową." Wszystko w Rosji było przez władzę opanowane i przeniknięte. Władza była władzą i tylko ona faktycznie mogła zrodzić władzę, jakby przez jakieś samorodztwo.
Nawet, gdy chciano obalić cara, nawet gdy robili to zwolennicy konstytucji, działano imieniem innego cara. Taka była tradycja samozwańców, tradycja wieku XVIII, tradycja dojścia do korony Elżbiety i Katarzyny II, a wreszcie zwolenników konstytucji - dekabrystów, którzy organizowali swój zamach stanu głosząc, że prawdziwym carem jest nie Mikołaj I, lecz wielki książę Konstanty. Lud rosyjski uznawał cara za dogmat godny czci na równi z osobami Trójcy Świętej.
Zwykli, prości ludzie uważali, że wszystko, co było w Rosji zrobione naprawdę dobrego, począwszy od reform Piotra Wielkiego, pochodziło zawsze z inicjatywy tronu, władców, których było stać na „gesty silne, wielkie, prawdziwie samodzierżawne, prawdziwe poczucie władzy w olbrzymiej rozciągłości, korzystanie całą piersią z tej radosnotwórczej siły, którą daje władza tak olbrzymia, tak szeroko się rozciągająca”. A społeczeństwo było zdyscyplinowane, nauczone posłuszeństwa władzy, ufające jej, wierzące w jej siłę, przyzwyczajone do panującego stanu rzeczy, do swego rozwarstwienia, do odwiecznej hierarchii.
Jak pisał Cat, dla ludu istniał tylko urzędnik różnego szczebla, nad nim generał, nad generałem minister, nad ministrem car, nad carem Bóg.